# 李休復
李休復（820年代—9世纪）是唐敬宗的次子，生母不详。其兄长李普生于宝历元年（824年），敬宗于三年（826年）被杀，他应在其间出生。敬宗被杀后，宦官王守澄立敬宗弟江王李涵为唐文宗。
太和二年（828年），李普薨逝，李休復成为敬宗实际上的长子。开成二年（837年）八月，唐文宗封敬宗的其余儿子为王，李休復为梁王，李执中为襄王，李言揚为纪王，李成美为陈王。
李休復此后的经历在史书中没有记载，薨年也不详。翰林待诏、朝议郎唐玄度曾在开成五年（840年）前后守梁王府司马。

## 延伸阅读
[在维基数据编辑]
 《舊唐書/卷175》，出自刘昫《舊唐書》